# ستانلي جويل كورسمير
ستانلي جويل كورسمير (بالإنجليزية: Stanley Joel Korsmeyer)‏ (من مواليد 8 يونيو 1950 - والمُتوفى في 31 مارس 2005)) هو طبيب أورام أمريكي. ساعد كورسمير من خلال دراساته على استماتة الخلايا المبرمجة في تطوير مفاهيم دور موت الخلية المبرمج في السرطان. في عام 1989 كان كورسمير من أوائل الذين أكدوا أن شكلاً معينًا من الليمفوما نشأ في بعض الخلايا البائية لأن لديهم عيبًا جينيًا أدى إلى تفاقم الجين، Bcl-2 (عائلة بي سي إل 2)، حيث شارك في العملية الطبيعية للجسم للتخلص منها. وأجرى كورسمير عددًا من الدراسات التي تحدد نشاط عدد من الجينات ذات الصلة ودورها في استماتة الخلايا المبرمجة.
حصل كورسمير على شهادة الدكتوراه الطبية من جامعة إلينوي في شيكاغو، وأكملت الإقامة في مستشفيات جامعة كاليفورنيا في كاليفورنيا، ثم تدرب في المعهد الوطني للسرطان تحت إشراف توماس أ. فيليب ليدر. ثم أصبح أستاذاً مثقلاً، أولاً في جامعة واشنطن في سانت لويس ثم في جامعة هارفارد في معهد دانا فاربر للسرطان، ثم في معهد هوارد هيوز الطبي بينما كان في كليا الجامعتين. كان كورسمير يحظى باحترام واسع في هذا المجال وحصل على العديد من جوائز أبحاث السرطان المرموقة، بما في ذلك جائزة بريستول مايرز سكويب عن الإنجازات المتميزة في أبحاث السرطان ومؤسسة أبحاث جنرال موتورز لأبحاث السرطان، وأصبح كان عضوا منتخبُا في الأكاديمية الوطنية للعلوم، والأكاديمية الوطنية للطب، والجمعية الفلسفية الأمريكية. وأنشأت الجمعية الأمريكية للتحقيقات السريرية جائزة علمية باسمه. في عام 2000 حصل على جائزة لويزا غروس هورويتز من جامعة كولومبيا.
تم تسجيله كمؤلف لما يقرب من 20 مقالة نشرت منذ وفاته من السرطان في عام 2005.

## روابط خارجية
- The Official Site of Louisa Gross Horwitz Prize